# رودولفو ویسنته
رودولفو ویسنته (انگلیسی: Rodolfo Vicente؛ زادهٔ ۲۱ ژوئیهٔ ۱۹۴۶) بازیکن فوتبال اهل آرژانتین است.
از باشگاه‌هایی که در آن بازی کرده‌است می‌توان به باشگاه فوتبال آ. ا. ک آتن و باشگاه فوتبال راسینگ کلوب آویاندا اشاره کرد.
وی همچنین در تیم ملی فوتبال آرژانتین بازی کرده‌است.